# Униконти
Униконтите (Unikonta) са таксономична група в домейн Еукариоти, включваща супергрупите Amoebozoa, Opisthokonta и евентуално Apusozoa. Предложена е от Томас Кавалиър-Смит.
Unikonta включва еукариотни клетки, които в по-голямата си част имат един флагелум (камшиче), или са амебовидни, без камшичета. Unikonta включва Opisthokonta (животни, гъби и други форми) и Amoebozoa. В противовес на други известни еукариотни групи, които най-често имат две камшичета (въпреки че има и много изключения) често обозначавани като Bikonta. Bikonta включва Archaeplastida (растения и сродни), Excavata, Rhizaria и Chromalveolata.
Unikonta имат тройно слят ген, което липсва в Bikonta. Трите гена, които са фузирани заедно при Unikonta, но не и при бактерии или Bikonta кодират ензими за синтеза на пиримидинови нуклеотиди: карбамоилфосфат синтаза, дихидрооротаза, аспартат карбамоилтраснфераза. Това трябва да е причинено от двойно сливане, рядко двойно събитие, подкрепящо общия произход на Opisthokonta и Amoebozoa.
Кавалиър-Смит първоначално предлага, че предшественика на Unikonta има едно-единствено камшиче и базално телце (кинетозома). Това, обаче е малко вероятно, тъй като флагелираните Opisthokonta, както и някои флагелирани Amoebozoa, включително Breviata, всъщност имат две базални телца, като типични Bikonta (макар че само едно носи флагелум при повечето Unikonta). Тази двойна организация (базално телце-флагелум) може да се види и в центриолите на типични животински клетки. Независимо от името на групата, общият предшественик на всички Unikonta вероятно е клетка с две базални телца.

## Класификация
- Супергрупа Opisthokonta
- Супергрупа Amoebozoa